# Jonas Černius

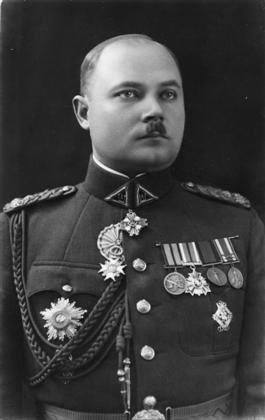
Jonas Černius

Jonas Černius (* 6. Januar 1898 in Kupiškis; † 3. Juli 1977 in Los Angeles, USA) war Offizier und 1939 kurzzeitig litauischer Premierminister. 

## Leben
Er absolvierte die Grundschule in Kupiškis und das Gymnasium Panevėžys.
Nach der Erklärung der Unabhängigkeit Litauens meldete er sich 1919 freiwillig zur Armee. Danach studierte er an der Militärschule in Litauen, 1929 absolvierte er die Hochschule für Militäringenieurwesen in Brüssel und 1932 die Militärakademie in Paris. Von 1935 bis 1939 war er Chef des Generalstabes im Dienstgrad eines Brigadegenerals.
Jonas Černius war litauischer Premierminister vom 27. März bis zum 21. November 1939.
Von 1940 bis 1941 diente er in der Roten Armee, in die Teile der Litauischen Armee nach der Besetzung Litauens integriert worden waren, im Rang eines Generalmajors.
Mit der abziehenden Wehrmacht floh er zuerst nach Deutschland, dann nach England. 1948 emigrierte er in die USA und arbeitete als Ingenieur bei General Motors.